# Katherine Philips
Katherine Philips (ur. 1 stycznia 1632, zm. 22 czerwca 1664) – poetka i tłumaczka angielska.
Przyszła poetka urodziła się jako córka kupca Johna Fowlera. Od wczesnych lat zdradzała nieprzeciętny talent do języków obcych i zainteresowanie literaturą. W 1647 roku poślubiła walijskiego parlamentarzystę Jamesa Philipsa. Utwory Katherine Philips przyciągnęły uwagę Henry'ego Vaughana. 
Philips używała pseudonimu The Matchless Orinda (Niezrównana Orindda). Nazywano ją też Angielską Safoną (the English Sappho). Największą zasługą poetki było przełożenie na język angielski tragedii Pierre'a Corneille'a Śmierć Pompejusza i Horacjusze.